# Máy ép tóc

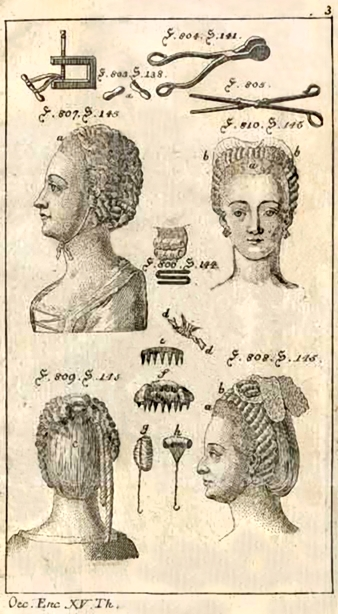
hình ảnh lịch sử của máy ép tóc (đầu)

Máy ép tóc hay máy là tóc là một dụng cụ được dùng để thay đổi cấu trúc của tóc bằng cách sử dụng nhiệt. Có ba loại chủ yếu: máy uốn tốc dùng để tạo những kiểu tóc xoăn, máy ép thẳng tóc sử dụng để ép thẳng tóc và máy ép thành nếp dùng để tạo tạo thành nếp cho kiểu tóc mong muốn.
Phần lớn những mẫu máy có hệ thống làm nóng bằng điện; máy uốn tóc hay máy là tóc không dây sử dụng butane, và một số máy là tóc sử dụng pin có thể sử dụng trong vòng 30 phút cho việc là tóc. Việc lạm dụng những dụng cụ này sẽ gây hỏng tóc.

## Các loại máy ép tóc

### Máy uốn tóc

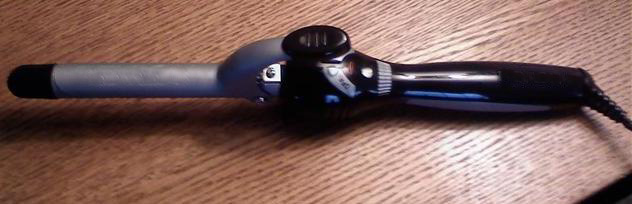
Một máy điện uốn tóc.

Máy uốn tóc, tạo ra kiểu tóc sóng hay uốn bằng cách sử dụng một loạt các phương pháp khác nhau. Máy uốn tóc hiện đại có nhiều loại, với đường kính, vật liệu, và hình dáng khác nhau và kiểu tay cầm cũng vậy. Bộ phận uốn có đường kính nằm trong khoảng từ 5 inch (1.3 cm) tới 2 in (5,1 cm) inch (5.1 cm). Bộ phận uốn nhỏ hơn thùng thường tạo xoắn ốc hoặc lọn tóc quăn, và bộ phận uốn lớn hơn được sử dụng để cho hình dạng và khối lượng cho một kiểu tóc.
Máy uốn tóc được làm điển hình từ Teflon, gốm, đúp, kim loại, hoặc titan, mỗi chất liệu có những ưu nhược điểm. Hình dạng của bộ phận uốn tóc có thể là một lanh, nón, hay nón ngược, và máy là tóc có thể có bàn chải đính kèm hoặc đôi và ba bộ phần uốn tóc.
Máy uốn tóc cũng có thể có dạng kẹp, Marcel, hoặc bàn xử lý. Kẹp này là phổ biến nhất và xử thí nẹp ngoài để kẹp với bộ phận uốn tóc. Khi sử kẹp Marcel, người dùng tự điều chỉnh lực kẹp. Với máy uốn không có nẹp ngoài thì cuộn tóc xung quanh trục. Hầu hết máy uốn tóc bao bồm một găng tay Kevlar để tránh bị bỏng.

### Máy là tóc
Máy thẳng, duỗi, hoặc là tóc sẽ phá vỡ các liên kết hydro dương trong lõi tóc, liên kết này làm cho tóc gây tóc duỗi, cuộn và một trở nên xoăn. Một khi các liên kết bị phá vỡ, tóc bị ngăn cản trở về vẻ tự nhiên của nó, mặc dù các liên kết hydro có thể tái tạo nếu tiếp xúc với hơi ẩm. Họ sử dụng chủ yếu là gốm tài liệu cho các tấm. Thấp kết thúc ép tóc sử dụng duy nhất lớp sơn gốm của nó tấm trong khi chất kết thúc ép tóc sử dụng nhiều lớp gạch hoặc thậm chí sử dụng 100% gốm tài liệu cho các tấm. Một số thẳng bàn là được trang bị với một tự động tắt năng để ngăn chặn tai nạn cháy.

### Tóc bồng bàn
Tóc bồng bàn hoặc cắt cáp công việc của uốn tóc trong răng cưa. Nhìn được tương tự các bồng còn lại sau khi ra nhỏ bím tóc. Tóc bồng bàn khác nhau kích cỡ với kích thước khác nhau rặng núi trên mái chèo. Lớn hơn rặng núi sản xuất lớn hơn bồng trong tóc và nhỏ hơn rặng núi sản xuất nhỏ hơn bồng. Uốn tóc đã rất phổ biến trong những năm 1980 và 1990.

## Trích dẫn
1. ↑  “Types of cordless flat irons”.
2. ↑  Doheny, Kathleen; Louise Chang (Reviewer). “How To Avoid Hair Damage from Blow Dryers, Flat Irons, and Curling Irons”. WebMD. Truy cập ngày 4 tháng 7 năm 2016.
3. ↑  “Crimping iron”. The Free Dictionary By Farlex. Truy cập ngày 24 tháng 5 năm 2012.